# Свете тихий
«Све́те ти́хий» (греч. Φῶς ἱλαρόν) — христианская молитва, наиболее употребительная у православных на вечерне. Греческий текст молитвы считается одним из древнейших гимнов (в церковной традиции датируется IV веком). Употребительные мелодии на церковнославянский текст молитвы «Свете тихий» относятся к XVII—XIX векам.

## Текст
Греческий оригинал:
Φῶς ἱλαρὸν ἁγίας δόξης ἀθανάτου Πατρός, οὐρανίου, ἁγίου, μάκαρος, Ἰησοῦ Χριστέ, ἐλθόντες ἐπὶ τὴν ἡλίου δύσιν, ἰδόντες φῶς ἐσπερινόν, ὑμνοῦμεν Πατέρα, Υἱόν, καὶ ἅγιον Πνεῦμα, Θεόν. Ἄξιόν σε ἐν πᾶσι καιροῖς ὑμνεῖσθαι φωναῖς αἰσίαις, Υἱὲ Θεοῦ, ζωὴν ὁ διδούς· διὸ ὁ κόσμος σὲ δοξάζει.
Церковнославянский перевод:
Свѣ́те ти́хїй ст҃ы́ѧ сла́вы, / безсме́ртнагѡ, ѻ҆ц҃а̀ нбⷭ҇нагѡ, / ст҃а́гѡ бл҃же́ннагѡ, і҆и҃се хрⷭ҇тѐ, / прише́дше на за́падъ со́лнца, / ви́дѣвше свѣ́тъ вече́рнїй, / пое́мъ ѻ҆ц҃а̀, сн҃а, и҆ ст҃а́го дх҃а, бг҃а. / досто́инъ є҆сѝ во всѧ̑ времена̀ / пѣ́тъ бы́ти гла́сы прпⷣбными, / сн҃е бж҃їй, живо́тъ даѧ́й: / тѣ́мже мі́ръ тѧ̀ сла́витъ.
Све́те ти́хий Святы́я сла́вы, безсме́ртнаго Отца́ Небе́снаго, Свята́го Блаже́ннаго, Iису́се Христе́: прише́дше на за́пад со́лнца, ви́девше свет вече́рний, пое́м Отца́, Сы́на, и Свята́го Ду́ха, Бо́га. Досто́ин еси́ во вся времена́ пет бы́ти гла́сы преподо́бными, Сы́не Бо́жий, живо́т дая́й: те́мже мир тя сла́вит.
Русский перевод:
1. Тихий свет святой Славы Бессмертного Отца Небесного, Иисусе Христе!

2. Достигнув времени заката, видев свет вечерний, воспеваем Отца и Сына и Святого Духа Бога.

3. Ты, Сын Божий, дающий жизнь, достоин во все времена быть воспеваемым голосами преподобных, потому мир Тебя прославляет.
Латинский парафраз (Lumen hilare):
Iucunda lux tu gloriae,

fons luminis de lumine,

beate Iesu caelitus

a Patre sancto prodiens.

Fulgor diei lucidus

solisque lumen occidit,

et nos ad horam vesperam

te confitemur cantico.

Laudamus unicum Deum,

Patrem potentem, Filium

cum Spiritu Paraclito

in Trinitas gloria.

O digne linguis qui piis

lauderis omni tempore,

Fili Dei, te saecula

vitae datorem personent. Amen.
Латинский текст с инципитом Iucunda lux tu gloriae является не переводом греческого оригинала, а стилизацией на амвросианский манер. Каждая строфа (псевдо-)амвросианского гимна состоит из четырёх строк, написанных четырёхстопным ямбом. Такая поэтическая структура позволяет распеть гимн на известные григорианские мелодии (например, на Veni Creator Spiritus), поскольку на мелодию византийского прототипа распев не предполагался.
Более точный (позднейший, прозаический) латинский перевод:
Lumen hilare sanctae gloriae immortalis Patris

Coelestis, sancti, beati, Iesu Christe,

Quum ad solis occasum pervenerimus, lumen cernentes verspertinum,

Laudamus Patrem, et Filium, et sanctum Spiritum Dei.

Dignus es in tempore quovis sanctis vocibus celebrari, Fili Dei, vitae dator.

Quapropter te mundus glorificat.

## Версии происхождения
Песнь «Свете тихий» — один из древнейших сохранившихся гимнов ранней Церкви. Василий Великий († 379) упоминал об этой песне в своей книге «О Святом Духе к Амфилохию»:

Отцы наши не хотели принимать в молчании благодать вечернего света, но тотчас, как он наступал, приносили благодарение. Хотя мы не можем положительно сказать, кто был творцом тех хвалений, которые читаем во время светильничных молитв, впрочем народ повторяет древний голос и никому не представлялось ещё, что хулу произносят, когда говорят: хвалим Отца, Сына и Святаго Духа Божия. Если бы кто знал и гимн Афиногена, который он, вместо предохранительного врачевства, оставил ученикам, когда сам поспешал уже ко всесожжению, тот узнал бы и мысль мучеников о Духе.
— Василий Великий. «О Святом Духе к Амфилохию». Глава 29
На основании этих слов Марк Эфесский уверенно приписал авторство «Свете тихий» священномученику Афиногену Севастийскому († 16 июля 311 года), и современные греческие богослужебные книги называют эту песню гимном святого Афиногена мученика. Анализ текста Василия Великого показывает, что речь может идти о двух песнях — «Свете тихий» и другого, написанного Афиногеном. В связи с этим, высказывается предположение, что «Свете тихий» — ещё более ранний текст. Так как многие молитвы и гимны были заимствованы Василием Великим из чина Неокесарийской церкви, то возможным автором может быть святой Григорий Неокесарийский († не позднее 270 года).
Славянские часословы приписали «Свете тихий» Софронию Иерусалимскому († 644). Между тем, в Александрийском кодексе V века этот гимн уже приводился, причём в составе текстов Священного Писания. Анализ текста показывает, что гимн содержит христологию до эпохи Вселенских соборов. Так, многие исследователи полагают, что «Сыном и Святым Духом Божиим» в гимне изначально назван Логос. Таким образом, любая из версий делает «Свете тихий» древнейшим гимном вечерни.

## Богослужебное использование

### В Православной церкви
Гимн «Свете тихий» поётся на вечерне византийского обряда во время совершения «входа с кадилом», перед каждением алтаря: на великой вечерне во время пения богородична (на воскресных вечернях — догматика), последней стихиры на «Господи, воззва́х», клирики процессией выходят из северной двери алтаря и становятся посреди храма перед отверстыми Царскими вратами; первыми идут свещеносцы с зажжёнными свечами, затем диакон с кадилом (или Евангелием, если чтение последнего полагается в этот день) и предстоятель. Вечерний вход восходит к раннехристианскому обычаю, письменные памятники III века дают описание общих вечерних трапез христиан, которые в том случае, когда за трапезой присутствовал епископ, помимо прочего, сопровождались чином благословения вечернего света — внесением в собрание светильника.
«Свете тихий» выражает благодарность молящихся за возможность лицезреть Христа, невечерний свет и Солнце правды, в то время, когда окружающий мир погружается в ночную тьму. Несмотря на свою краткость, «Свете тихий» безупречно излагает основные моменты христианского богословия:
- триадология (песня приносится Отцу и Сыну и Святому Духу Богу),
- христология (Христос назван светом святой славы Отца, сравним с Никео-Цареградским Символом веры, в котором Христос назван Светом от Света),
- экклезиология (песня приносится не только от имени присутствующих, но и всей Церкви («гласы преподобные» — то есть голоса святых, не только живых, но и усопших)),
- эсхатология (Христос воспевается «во вся времена»).

Под пение «Свете тихий» процессия клириков входит в алтарь, что в совокупности с вынесенными светильниками символически указывает на то, что в собрании верных незримо вошёл сам Христос. Особенно торжественно вечерний вход выглядит в греческих церквях, где сохранились обычаи общенародного пения «Свете тихий» и совершения полного входа (клирики выходят из алтаря, идут до западных врат храма и оттуда, через всю церковь, следуют к алтарю).

### В Англиканской церкви
В ходе реформ XX века ряд церквей Англиканского сообщества ввели в своё богослужение новые литургические книги. В результате современные богослужебные книги Англиканской церкви, Епископальной церкви США и других позволили заменять стандартный чин покаяния, начинавший вечерню, церемонией вечернего света с пением «Свете тихий». Следствием этого стали многочисленные стихотворные переводы «Свете тихий» на английский язык.